# Glaucostola flavida
Glaucostola flavida är en fjärilsart som beskrevs av William Schaus 1905. Glaucostola flavida ingår i släktet Glaucostola och familjen björnspinnare. Inga underarter finns listade i Catalogue of Life.